# Masdevallia bangii
Masdevallia bangii es una especie de orquídea epífita originaria de Ecuador a Bolivia.

## Descripción
Es una orquídea de pequeño tamaño que prefiere el clima cálido al frío, es de hábitos epífitas a veces, litófitas, con un tallo de color negro, erguido y  envuelto basalmente por 2 a 3 cortas vainas tubulares y con una sola hoja, erecta, coriácea, estrechamente obovado-lineal, obtusa a subaguda que está estrechamente cuneada con la base peciolada.  Florece en una delgada inflorescencia, erecta a suberecta de 5 a 25 mm de largo,  con solo una flor  con una bráctea cerca de la base.

## Distribución y hábitat
Es originaria del sur de Ecuador, Perú y Bolivia.

## Sinonimia
- Physosiphon bangii (Schltr.) Garay, Canad. J. Bot. 34: 249 (1956).
- Triotosiphon bangii (Schltr.) Luer, Monogr. Syst. Bot. Missouri Bot. Gard. 105: 16 (2006).
- Masdevallia trioon H.R.Sweet, Bot. Mus. Leafl. 26: 46 (1978).[1][2]